# 临沂东站
临沂东站，原名临沂北站，位于中华人民共和国山东省临沂市河东区相公街道范古墩村，是胶新铁路上的火车站，建于2003年，由济南局集团临沂车务段管辖。

## 歷史
- 建于2003年。
- 2018年12月1日由原名临沂北站更改为临沂东站，同时原临沂北线更名为临沂东线[3][4]。

## 外部連結
- 中国铁路客户服务中心（页面存档备份，存于）